# ジャマール・ヒル
ジャマール・ヒル（Jamahal Hill、1991年5月19日 - ）は、アメリカ合衆国の男性総合格闘家。イリノイ州シカゴ出身。ブラックライオン・ブラジリアン柔術所属。元UFC世界ライトヘビー級王者。UFC世界ライトヘビー級ランキング6位。

## 来歴
イリノイ州シカゴで生まれ、12歳の時にミシガン州グランドラピッズに移住する。ダベンポート大学時代にはバスケットボールを経験。

### 総合格闘技
2017年、プロ総合格闘技デビュー。ローカル団体で5戦5勝の戦績を収める。
2019年7月23日、Dana White's Contender Series 21でアレクサンダー・ポペックと対戦し、グラウンドの肘打ち連打で3RTKO勝ちを収め、UFCとの契約権を獲得した。

### UFC
2020年1月25日、UFC初参戦となったUFC Fight Night: Blaydes vs. dos Santosでダルコ・ストシッチと対戦し、3-0の判定勝ち。
2020年5月30日、UFC on ESPN: Woodley vs. Burnsでクリッドソン・アブレウと対戦し、ボディへの左膝蹴りで1RTKO勝ちを収めたが、薬物検査でマリファナの陽性反応が出たため、同年9月3日に裁定がノーコンテストに変更され、6カ月間の出場停止処分と獲得したファイトマネーの内15%の罰金を課せられた。
2020年12月5日、UFC on ESPN: Hermansson vs. Vettoriでライトヘビー級ランキング15位のオヴィンス・サンプルーと対戦し、スタンドパンチ連打で2RTKO勝ち。この試合はサンプルーがライトヘビー級リミットから1.5ポンド体重超過したため、ファイトマネーの20％をヒルに譲渡して試合が行われた。
2021年6月12日、UFC 263でライトヘビー級ランキング14位のポール・クレイグと対戦。クレイグの腕ひしぎ十字固めで左肘を脱臼したが、ヒルがギブアップをしなかったため、三角絞めの体勢から肘打ちと鉄槌を連打されたところでレフェリーが試合をストップし1RTKO負け。キャリア初黒星を喫した。
2021年12月4日、UFC on ESPN: Font vs. Aldoでライトヘビー級ランキング13位のジミー・クルートと対戦。開始早々に右フックでダウンを奪い、直後に再び右フックでダウンを奪いパウンドで開始48秒のKO勝ち。パフォーマンス・オブ・ザ・ナイトを受賞した。
2022年2月19日、UFC Fight Night: Walker vs. Hillでライトヘビー級ランキング10位のジョニー・ウォーカーと対戦し、右フックでダウンを奪いパウンドで1RKO勝ち。2試合連続のパフォーマンス・オブ・ザ・ナイトを受賞した。
2022年8月6日、UFC on ESPN: Santos vs. Hillでライトヘビー級ランキング6位のチアゴ・サントスと対戦。4Rにスタンドパンチ連打で攻勢に立ち、最後はパウンドからグラウンドの肘打ち連打でTKO勝ち。ファイト・オブ・ザ・ナイトを受賞した。

#### UFC世界王座獲得
2023年1月21日、UFC 283のUFC世界ライトヘビー級王座決定戦でライトヘビー級ランキング2位の元UFC世界ライトヘビー級王者グローバー・テイシェイラと対戦。再三にわたり左ハイキックを効かせ、パウンドとスタンドパンチ連打でストップ寸前まで追い詰めるなど終始テイシェイラを圧倒し、3-0の5R判定勝ち。Dana White's Contender Series出身者初となる王座獲得に成功し、ファイト・オブ・ザ・ナイトを受賞した。なお、この試合でUFCライトヘビー級新記録となる1試合における最多有効打撃数「232発」を記録した。

#### UFC世界王座返上
2023年7月13日、バスケットボールをプレイ中にアキレス腱断裂の大怪我を負い長期戦線離脱を余儀なくされたため、ライトヘビー級戦線を停滞させたくないという理由で自ら王座を返上した。
2024年4月13日、1年3カ月ぶりの復帰戦UFC 300のUFC世界ライトヘビー級タイトルマッチで王者アレックス・ペレイラに挑戦し、左フックで1RKO負け。王座返り咲きに失敗した。
2025年1月18日、UFC 311でライトヘビー級ランキング2位の元UFC世界ライトヘビー級王者イリー・プロハースカと対戦し、パウンドで3RTKO負け。

## 人物・エピソード
- ニックネームの由来は、アマチュア総合格闘技デビュー前にチームメイトがビヨンセの楽曲「スウィート・ドリームス」（Sweet Dreams、"良い夢を"の意）に因んでつけたもの。その後デビュー戦を42秒でKO勝ちしたため、ノックアウトで相手を眠らせるという意味で定着した[19]。
- クリッドソン・アブレウ戦でTKO勝ち（のちにノーコンテストとなる）した後に、ハリウッド女優のハル・ベリーはヒルのパフォーマンスに感銘を受けUFC代表のダナ・ホワイトに「最高！」とテキストメッセージを送った[20]。
- 既婚者であり、6人の子供がいる。長女はヒルが15歳の時に誕生している[21]。

## 犯罪・トラブル
2023年12月1日、11月27日に自身の兄弟に暴行を加えた家庭内暴力の容疑で起訴された。ヒルは事件翌日の早朝にケント郡刑務所に拘留されたが、同日に保釈された。

## 戦績
| 総合格闘技 戦績 | 総合格闘技 戦績 | 総合格闘技 戦績 | 総合格闘技 戦績 | 総合格闘技 戦績 | 総合格闘技 戦績 | 総合格闘技 戦績 |
| --------------- | --------------- | --------------- | --------------- | --------------- | --------------- | --------------- |
| 17 試合         | (T)KO           | 一本            | 判定            | その他          | 引き分け        | 無効試合        |
| 12 勝           | 7               | 0               | 5               | 0               | 0               | 1               |
| 4 敗            | 3               | 0               | 1               | 0               | 0               | 1               |

| 勝敗 | 対戦相手                       | 試合結果                              | 大会名                                                            | 開催年月日     |
| ×    | カリル・ラウントリー・ジュニア | 5分5R終了 判定0-3                     | UFC on ABC 8: Hill vs. Rountree Jr.                               | 2025年6月21日  |
| ×    | イリー・プロハースカ           | 3R 3:01 TKO（パウンド）               | UFC 311: Makhachev vs. Tsarukyan 2                                | 2025年1月18日  |
| ×    | アレックス・ペレイラ           | 1R 3:14 KO（左フック→パウンド）       | UFC 300: Pereira vs. Hill 【UFC世界ライトヘビー級タイトルマッチ】 | 2024年4月13日  |
| ○    | グローバー・テイシェイラ       | 5分5R終了 判定3-0                     | UFC 283: Teixeira vs. Hill 【UFC世界ライトヘビー級王座決定戦】    | 2023年1月21日  |
| ○    | チアゴ・サントス               | 4R 2:31 TKO（グラウンドの肘打ち連打） | UFC on ESPN 40: Santos vs. Hill                                   | 2022年8月6日   |
| ○    | ジョニー・ウォーカー           | 1R 2:55 KO（右フック→パウンド）       | UFC Fight Night: Walker vs. Hill                                  | 2022年2月19日  |
| ○    | ジミー・クルート               | 1R 0:48 KO（右フック→パウンド）       | UFC on ESPN 31: Font vs. Aldo                                     | 2021年12月4日  |
| ×    | ポール・クレイグ               | 1R 1:59 TKO（肘打ち連打）             | UFC 263: Adesanya vs. Vettori 2                                   | 2021年6月12日  |
| ○    | オヴィンス・サンプルー         | 2R 3:37 TKO（スタンドパンチ連打）     | UFC on ESPN 19: Hermansson vs. Vettori                            | 2020年12月5日  |
| －   | クリッドソン・アブレウ         | ノーコンテスト（薬物検査失格）        | UFC on ESPN 9: Woodley vs. Burns                                  | 2020年5月30日  |
| ○    | ダルコ・ストシッチ             | 5分3R終了 判定3-0                     | UFC Fight Night: Blaydes vs. dos Santos                           | 2020年1月25日  |
| ○    | アレクサンダー・ポペック       | 3R 0:22 TKO（グラウンドの肘打ち連打） | Dana White's Contender Series 21                                  | 2019年7月23日  |
| ○    | ウィリアム・ヴィンセント       | 1R終了時 TKO（棄権）                  | Lights Out Championship 2                                         | 2019年2月16日  |
| ○    | デクアン・タウンゼント         | 5分5R終了 判定3-0                     | KnockOut Promotions 62 【KOPライトヘビー級タイトルマッチ】        | 2018年6月30日  |
| ○    | ウィリアム・ヴィンセント       | 5分3R終了 判定3-0                     | KnockOut Promotions 61                                            | 2018年4月21日  |
| ○    | マイク・ジョンソン             | 1R 4:45 TKO（パウンド）               | KnockOut Promotions 59                                            | 2017年12月16日 |
| ○    | アレックス・ダビッドソン       | 5分3R終了 判定3-0                     | KnockOut Promotions 58                                            | 2017年9月30日  |

## 獲得タイトル
- KOPライトヘビー級王座（2018年）
- 第18代UFC世界ライトヘビー級王座（2023年）

## 表彰
- UFC パフォーマンス・オブ・ザ・ナイト（2回）
- UFC ファイト・オブ・ザ・ナイト（2回）